# Станция Ю
U District (рабочее название Brooklyn) — станция легкорельсового транспорта в Сиэтле, штат Вашингтон. Расположена в районе Университетского округа, недалеко от кампуса Вашингтонского университета, и строится в рамках компании расширения Northgate системы скоростного трамвая Link. Станция метро будет иметь два входа, вдоль Бруклинской авеню на северо-востоке 43-й и 45-й улиц.
Строительство расширения Northgate было одобрено избирателями в 2008 году а началось в 2012 году. Строительство станции планировалось завершить в 2021 году вместе с остальной частью расширения Northgate. По оценкам Sound Transit, к 2030 году на станцию будет приходиться 12 000 ежедневных посадок. В октябре 2021 года станция была открыта.

## Местонахождение
Станция U District расположена под восточной стороной Бруклинской авеню на северо-востоке между северо-восточной 43-й и 45-й улицами, в центре городской деревни Университетского района на севере Сиэтла. Он находится рядом с главным торговым коридором района — авеню, который пролегает в восточном квартале на Университетской тропе на северо-востоке. К западу от станции находится UW Tower, высотное офисное здание, используемое Вашингтонским университетом (UW); рядом с северным входом станции находится исторический театр Нептуна.
Университетский район обслуживается местным автобусом из King County Metro и региональным — из Sound Transit Express и Community Transit. Автобусы останавливаются вдоль северо-восточной 45-й улицы и Университетского пути, каждый квартал от запланированных входов на станцию.

### Транзитно-ориентированное развитие
Район, окружающий станцию U District, представляет собой прогулочный район, состоящий в основном из коммерческих площадей и многоквартирных жилых домов. В пределах полумили (0,80 км) от станции — одна из самых плотных концентраций жилья и рабочих мест в регионе, в 2013 году насчитывалось почти 15 000 рабочих мест и более 21 000 жителей.
Станция рассчитана на поддержку до 240 футов (73 м) транзитно-ориентированная застройка поверх подъездов и автовокзала. Город Сиэтл начал разработку комплексного зонирования района, чтобы учесть более высокие здания в 2013 году, предлагая максимальный предел высоты 340 футов (100 м) вдоль северо-восточной 45-й улицы и 85 футов (26 м) в других частях района. Предложение о переселении столкнулось с противодействием со стороны местных жителей, которые подали апелляцию о прекращении планирования, сославшись на необходимость доступного жилья и открытого пространства. Пересмотренный план, обнародованный в сентябре 2016 года мэром Эдом Мюрреем, требует, чтобы новые застройки в районе включали доступное жилье с ограниченной арендной платой или оплачивали штраф. Зона была одобрена в марте 2017 года, вскоре после этого вступив в силу, максимальная высота 320 футов (98 м) для бытового использования и 160 футов (49 м) для офисов.
Вашингтонский университет проявил интерес к разработке офисной башни над станцией, права на разработку которой были получены университетом в 2013 году. Жители района и активисты, в том числе бывший профессор UW Фил Тиль, вместо этого предложили общественную площадь на вершине станции, сославшись на размеры, аналогичные размерам центральных площадей в европейских городах.

## История
Предложения по быстрому транзитному обслуживанию в Университетском районе относятся к началу 20-го века. В 1911 году Вирджил Бог предложил обширную систему скоростного транспорта, включая подземное метро от центра Сиэтла и Истлейка до Латоны (современный университетский район), следуя по 10-й авеню на северо-восток и пересекая линию восток-запад на северо-востоке 45-й улицы. Предложение было отклонено избирателями в следующем году. Другое предложение в 1920 году включало «быстрый транзит на поверхности» для Истлейк-авеню, заканчивающийся на 14-й авеню в северо-восточном округе университета; В то время городские лидеры не выполняли рекомендацию о предложении системы метро.
В плане продвижения вперед в конце 1960-х годов предлагалось построить сеть скоростных транзитных перевозок из четырёх линий, используя 385 млн. Долл. США местного финансирования для увеличения более крупного федерального взноса. Одна из предложенных линий, проходящих между центром Сиэтла и Лейк-Сити, включала станцию на 15-й авеню, северо-восток и северо-восток, 45-я стрит, примыкающая к музею Бёрка. План был представлен избирателям два раза, в феврале 1968 года и мае 1970 года, и ему не удалось набрать необходимое большинство.
В 1990-х годах формирование регионального управления транзитом (RTA) стимулировало планирование современной системы скоростного трамвая для Сиэтла. В 1995 году транзитное управление предложило построить к 2010 году региональную систему скоростных трамваев, в том числе линию скоростных или подземных скоростных трамваев через Университетский округ со станцией возле проспекта. Предложение RTA было отклонено избирателями в марте 1995 года, сославшись на цену в 6,7 миллиарда долларов. В ноябре 1996 года был утвержден меньший план в размере 3,9 млрд. Долл. США в котором Северный округ стал университетским округом; расширение с севера на Нортгейт через Рузвельт было отложено до получения дополнительного финансирования.

### Планирование
RTA, переименованная в Sound Transit, в 1999 году выбрала предпочтительный маршрут для скоростной железной дороги. Северный конечный пункт должен был быть расположен на восточной стороне 15-й авеню на северо-востоке и на северо-востоке 45-й улицы, и линия должна была пройти на юг через туннель под заливом Портедж в направлении центра Сиэтла и долины Ренье, заканчиваясь в международном аэропорту Сиэтл-Такома. Избыточные расходы и скрытое финансирование со стороны федерального правительства привели к тому, что Sound Transit сократила свою первоначальную линию скоростного трамвая до центра города в 2001 году, а участок на север до Университетского округа будет построен позднее. В 2004 году компания Sound Transit выбрала маршрут для туннельных удлинений скоростного трамвая через Капитолийский холм и Университетский район и в сторону Нортгейта, используя Montlake Cut и включая станцию в непосредственной близости от Бруклин-Авеню NE и NE 45th Street.
Только самый южный участок пересмотренного маршрута, от центра города до стадиона Хаски на южной стороне университетского кампуса, изначально финансировался как " Расширение университетского звена ". Северный участок до Нортгейта был разделен на отдельный проект «Северное соединение» и был включен в избирательный бюллетень « Дороги и транзит» 2007 года, который был представлен избирателям в ноябре 2007 года. Совместное предложение на 18 миллиардов долларов было отклонено, и группы защитников окружающей среды дезавуировали его из-за дорожных работ, которые стремились расширить региональные автострады. Вторая мера, предназначенная только для транзита, известная как «Sound Transit 2», была одобрена избирателями в ноябре 2008 года для обеспечения финансирования расширения скоростного трамвая до Northgate. Проект North Link был одобрен Советом Sound Transit Board в июне 2012 года, установив бюджет в 2,1 миллиарда долларов США и ожидаемую дату завершения 2021 года.
Северо-восточный участок 15-й авеню для станции Университетского округа был отклонен в пользу варианта на Бруклинской авеню. Размещение станции Бруклина на северной или южной стороне NE 45th Street было обсуждено Советом по транзиту звука в 2004 году. Мэр Сиэтла Грег Никельс предпочел станцию на северной стороне, но другие члены совета поддержали сообщество и бизнес-группы, которые хотели участок на южной стороне. Участок станции был ещё более осложнен в следующем году решением Safeco расширить здание своей штаб-квартиры на западной стороне Бруклин-Авеню, штат Северная Каролина, что оказало влияние на зоны постановки, выбранные Sound Transit. В конечном итоге Safeco переместила свою штаб-квартиру в здание в центре города в 2006 году и продала здание в Бруклине Вашингтонскому университету и места для размещения оставались доступными.
Во время процесса планирования станция называлась «Бруклин», после улицы и исторического названия района. Sound Transit принял название «U District» в 2012 году, после участия в общественных опросах; аббревиатура «Университет» была сделана, чтобы избежать повторного использования названия рядом со станцией Вашингтонского университета на стадионе Хаски. Агентство также получило публичные комментарии, рекомендовавшие переименовать станцию University Street в центре Сиэтла, чтобы избежать путаницы со станциями в округе U и университете Вашингтона.

### Строительство

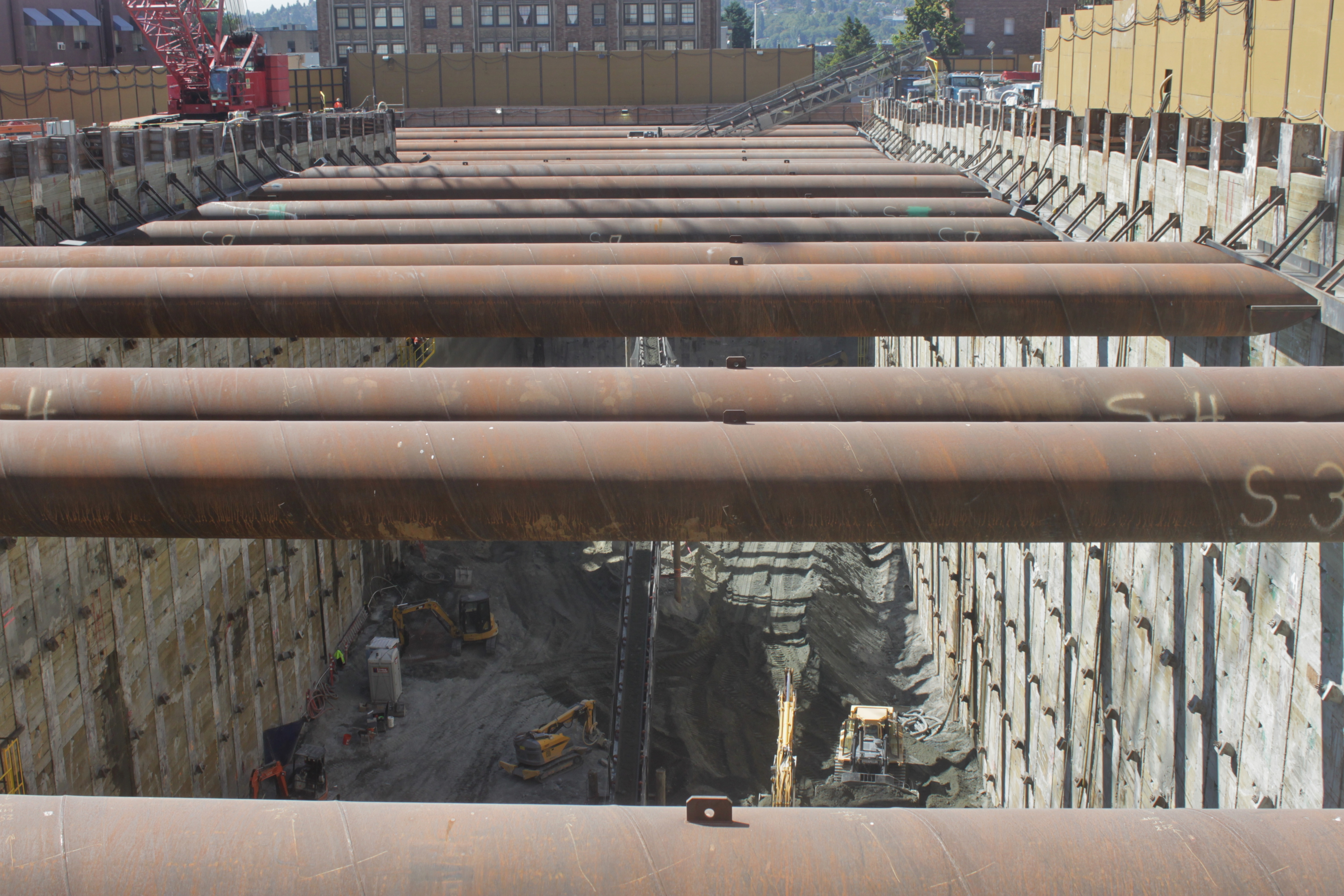
Раскопки в июне 2015

Контракт на туннелирование и строительство станции по проекту, так как переименовал " расширение Нортгейт Link ", был награждён Sound Transit в JCM Нордлинк LLC (в СП Джей Ди, Coluccio и Михельс) за $ 462 миллионов в 2013 году В мае 2013 года на будущей площадке станции начался снос существующего филиала Chase Bank и имущества, принадлежащего университету. В декабре участок Бруклинской авеню NE был закрыт через рабочую зону в рамках окончательной подготовки к участку станции. Строительство крепежных стен и бурение свай в коробке станции было завершено с апреля по август 2014 года привело к началу раскопок в следующем месяце. К завершению раскопок следующим летом более 135,000 кубических ярдов (103,000 кубометров) грязи был удален с участка до глубины 95 футов (29 м) Заливка бетонного короба станции началась в июле 2015 года, чтобы подготовиться к прибытию двух туннельных бурильных машин (TBM).
Первым из двух TBM, которые прибыли на станцию U District, была «Бренда» 6 ноября 2015 года, завершая туннель, идущий на север от Northgate через станцию Рузвельта. Второй TBM, «Памела», прибыл позже, чем ожидалось, 25 марта 2016 года, после остановки 650 футов (200 м) к северу от станции из-за повреждения ножевой головки и других частей, которые вынудили снизить скорость, чтобы завершить проходящий на юг туннель. «Бренда», с тех пор как переименовано в «TBM # 1», завершила оба оставшихся туннеля до станции Вашингтонского университета в марте 2016 года и сентябре 2016 года.
В марте 2017 года Sound Transit Board предоставила Hoffman Construction контракт на 159,8 млн долларов на строительство станции U District, включая строительные и архитектурные отделки. Строительство станции началось в августе 2017 года и продлится до 2020 года. Изменение конструкции, одобренное в октябре 2018 года, добавит лестницу между мезонином и платформой из-за проблем с эскалатором на других станциях. Ожидается, что легкорельсовый транспорт на станции начнется в 2021 году.

## Макет станции
|                                               | Уровень улицы                                                                                                   | Выходы / входы, билетные автоматы, камера хранения велосипедов                               |
|                                               | Промежуточная посадка                                                                                           | Нет доступа к лифту                                                                          |
|                                               | на север | ← Линк скоростной железной дороги (в стадии строительства) в направлении Нортгейт (Рузвельт) |
| Островная платформа, двери открываются налево | |                                                                                              |
| на юг                                         | → Линк скоростной железной дороги (в стадии строительства) в сторону Angle Lake (Университет штата Вашингтон) → |                                                                                              |

Станция U District будет расположена на восточной стороне Бруклинской авеню NE между NE 43-й и 45-й улицами. Станция метро будет иметь два входа: южный на пересечении Бруклина и 43-го и северный на полпути между двумя перекрестками, примыкающими к Театру Нептуна. У обоих входов будут установлены автоматы по продаже билетов, лифты к платформам, лестничная площадка и пара эскалаторов для промежуточной посадки; у южного входа также будет около 100 мест для хранения велосипедов в крытой клетке с велосипедным насосом, а у северного входа будут только велосипедные стойки и запирающиеся шкафчики. Входы обозначены с уровня улицы двумя акцентными цветами и крупной графикой с названием станции. Промежуточная посадка ведет к двум наборам эскалаторов, которые спускаются на платформу, расположенную на расстоянии 80 футов (24 м) под поверхностью.
Станция была разработана LMN Architects, базирующейся в Сиэтле фирмой, которая также разработала станцию Вашингтонского университета
Публичное искусство будет интегрировано в проект станции в соответствии с программой «СТАРТ», которая выделяет часть средств на строительство проекта для художественных проектов, которые будут использоваться на станциях. Ведущей Карандашной Студии было поручено создать художественную работу уровня платформы на станции. Запланированные художественные работы покроют западную стену станции изображениями архитектурных элементов, найденных в университетском районе, включая пожарные выходы и окна с экранами, которые отображают исторические изображения окрестностей.